# Мейнандер, Отто Иванович

Отто Иванович аф Мейнандер (1798—1865)

Отто Иванович аф Мейнандер (швед. Otto Anders af Meinander; 24 июня 1798, Хаукивуори — 29 октября 1865, Санкт-Петербург) — финский генерал-лейтенант, служивший в Российской императорской армии.
Родителями Мейнандера были майор Йохан Вильгельм Мейнандер и Анна Ловиза Тигерштедт, а его супругами:
- с 1826 года — Анна Рената Калониус (ум. 1827);
- с 1829 года — София Вильгельмина Шарлотта Фреденшельд (ум. 1829)
- с 1837 года — графиня Юлия Констанция Теофила Бельциг фон Крейц.

Мейнандер учился в 1812—1817 годах в Военном училище Хаапаниеми. После школы в 1817 году он был произведён в прапорщики и направлен на службу в гренадерский Его Величества австрийского императора Франца I полк. В 1819 году произведён в подпоручики, в 1820 году — в поручики. В 1821 году переведён в лейб-гвардии Семёновский полк, а в 1824 году командовал помощником классного инспектора в Юнкерской школе лейб-гвардии в Санкт-Петербурге. В 1826 году Мейнандер был произведён в штабс-капитаны, в 1829 году — в капитаны, а в 1830 году — в подполковники.
Мейнандер участвовал в разгроме Ноябрьского восстания 1830—1831 годов и за свои заслуги получил поместье в Варшавской губернии. В 1832 году произведён в полковники и назначен командиром 20-го егерского полка. В следующем году его перевели в командование Нижегородским пехотным полком. В 1840 году Мейнандеру был присвоен чин генерал-майора, а в 1841 году он был назначен командиром объединённой 2-й учебной бригады военных округов. В 1851 году он был назначен директором Павловского кадетского корпуса в Петербурге, а в конце года произведён в генерал-лейтенанты. В 1861 году он стал членом Совета российских военно-учебных заведений. В марте 1854 года Мейнандеру был пожалован дворянский титул. Но после того, как его сын Николай подал прошение о принятии в Финляндское дворянство, семья аф Мейнандер была зарегистрирована в феврале 1881 года как дворянский род № 255.